# Câbleries et tréfileries de Cossonay
Les Câbleries et tréfileries de Cossonay était une entreprise suisse fabriquant des câbles, soit une câblerie, dont les usines se trouvaient à cheval sur les communes de Penthalaz et Cossonay, sur les bords de la Venoge.

## Histoire
Entreprise de câbles, fondée en 1898 par Jean Marcel Aubert sous le nom de Aubert & Cie (1898-1902), puis de Aubert, Grenier & Cie (1902-1918), puis SA de Laminoirs et Câbleries de Dornach et Cossonay (1918-1923), puis Société Anonyme de Câbleries et Tréfileries de Cossonay (1924 - 1999).
Cette entreprise fut, avec les Câbles de Cortaillod et les Câbleries de Brugg, l'une des trois entreprises à fabriquer des câbles en Suisse.
L'entreprise est passée sous le contrôle de Nexans en 1996 et a fusionné avec les Câbles de Cortaillod.
Le site a progressivement réduit ses activités en se spécialisant dans le domaine des accessoires haute tension avant de fermer définitivement en 2015 à la suite d'un transfert d'activité sur Cortaillod.

### Source
- Fonds : Société anonyme des câbleries et tréfileries de Cossonay (1724 - 1999) [74.85 mètres linéaires].  Cote : CH-000053-1 PP 632. Archives cantonales vaudoises (présentation en ligne).